# Diplodactylus pulcher
Espèce
Synonymes
- Stenodactylopsis pulcher Steindachner, 1870
- Diplodactylus bilineatus Lucas & Frost 1903
- Diplodactylus pulcher var. dorsalis Werner 1910
- Diplodactylus pulcher var. dorsotaeniata Pellegrin 1909
- Diplodactylus lucasi Fry 1914

Diplodactylus pulcher est une espèce de geckos de la famille des Diplodactylidae.

## Répartition
Cette espèce est endémique d'Australie. Elle se rencontre en Australie-Méridionale et en Australie-Occidentale.

## Description
C'est un gecko terrestre, nocturne et insectivore.

## Publication originale
- Steindachner, 1870 : Herpetologische Notizen (II). Reptilien gesammelt Während einer Reise in Sengambien. Sitzungsberichten der Kaiserlichen Akademie der Wissenschaften in Wien, vol. 62, p. 326-348 (texte intégral).